# 丘胡伊夫
丘胡伊夫（羅馬化：Chuhuiv；或按俄語名譯丘古耶夫）是乌克兰哈爾科夫州丘胡伊夫区丘胡伊夫市镇的城市，为该区及该市镇的行政中心。該市位於頓涅茨河畔，距離州府哈爾科夫28公里，始建於1638年8月10日，面積12.77平方公里，海拔高度96米，2022年人口数量为31,018人。

## 历史
2020年9月25日，载有27人的一架安托諾夫An-26军用飞机在该市的空军基地附近坠毁，事故最终造成26人死亡，1人重伤。其中，机上20人是哈尔科夫国立空军大学学员，7人是机组人员。烏克蘭內政部先前称机上有28人，不过后来确认一名学员没有登机。时任哈尔科夫州州长阿列克谢·库切尔称，飞机坠毁前，一名驾驶员报告，飞机左侧发动机出现故障。
2022年2月下旬，俄乌战争爆发，該市一度被俄羅斯佔領。3月7日，烏克蘭收復了該市。

## 当地名人
- 伊利亚·列宾：沙俄时期现实主义画家，巡回展览画派的主要代表人物。

## 图集

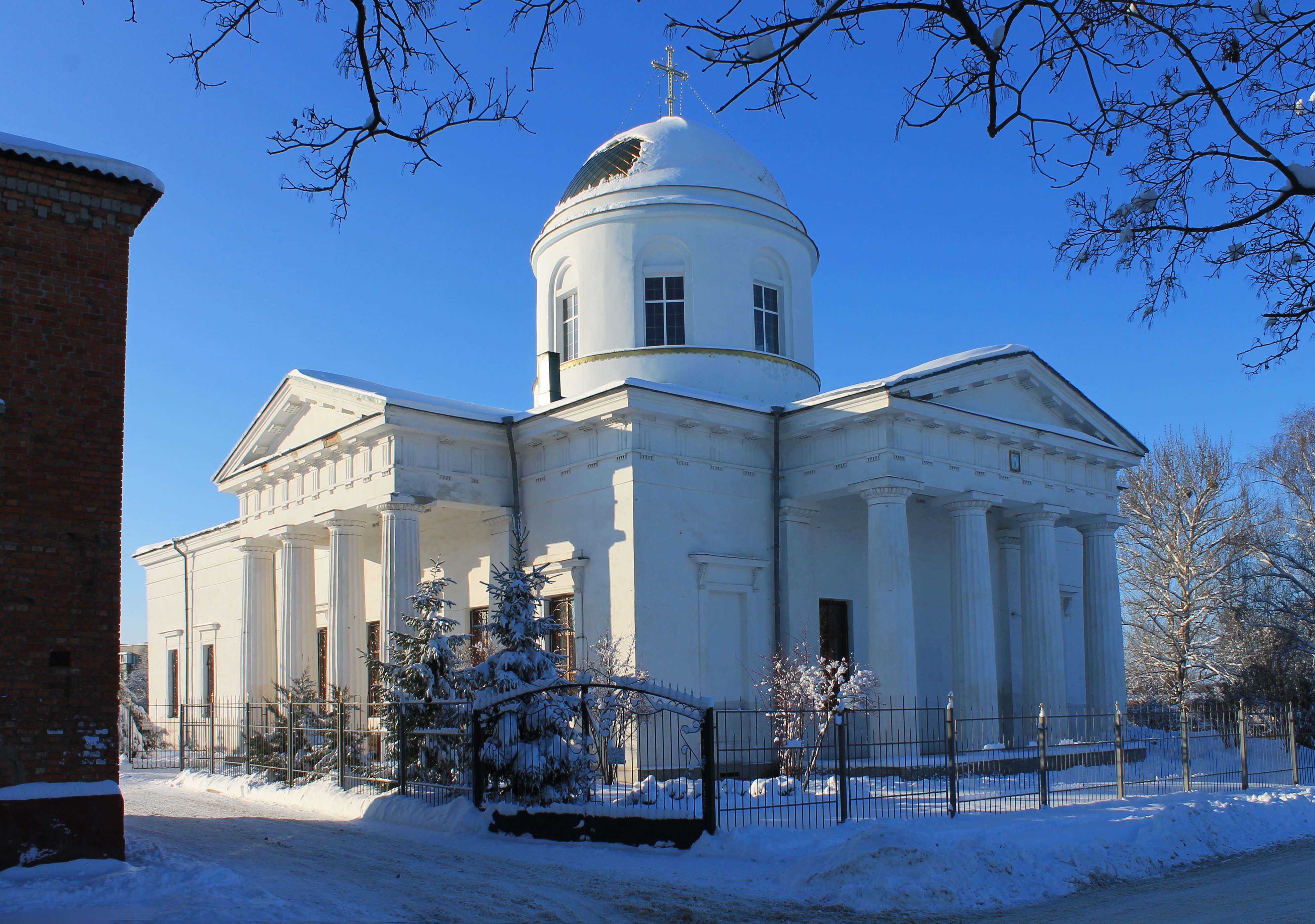
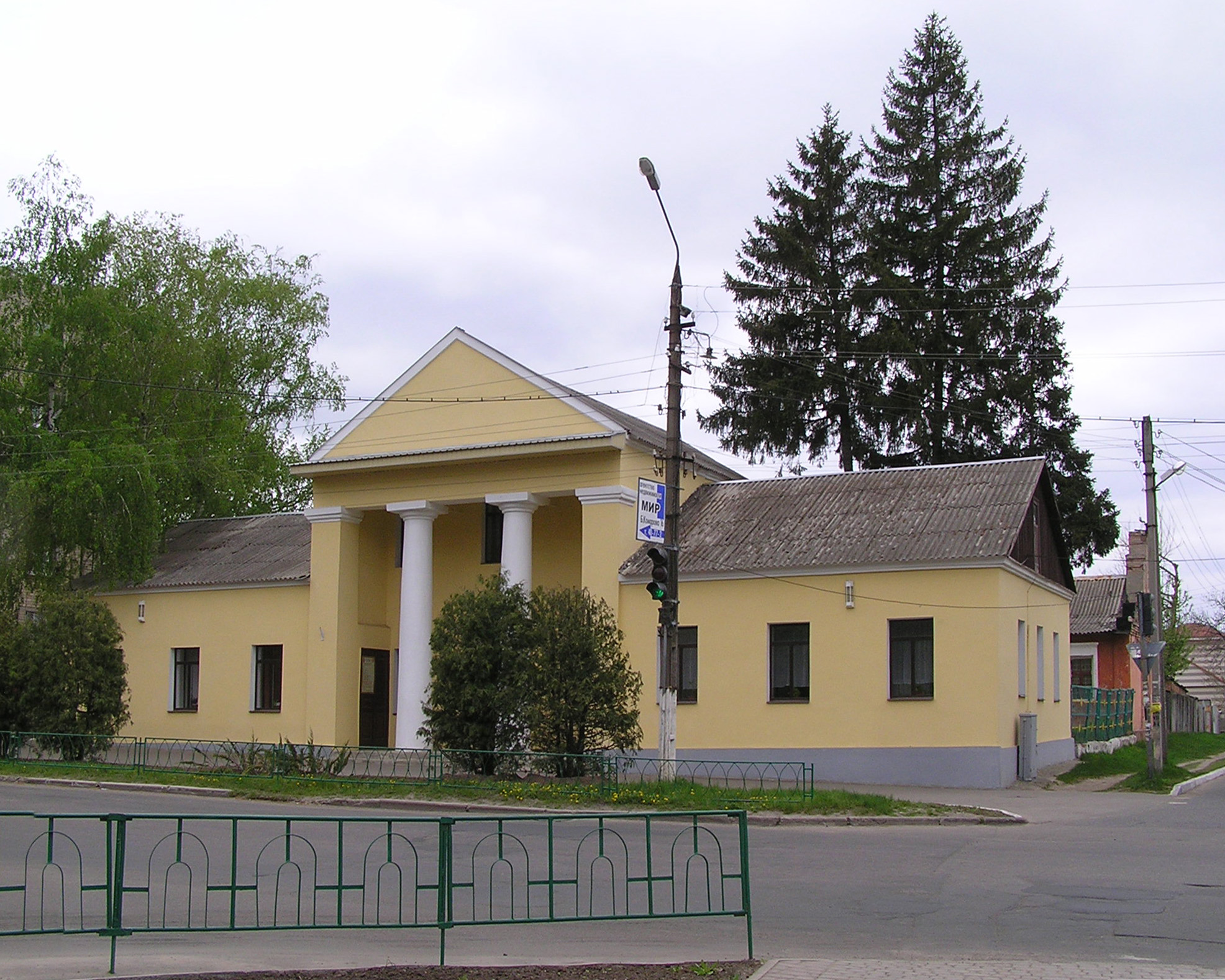
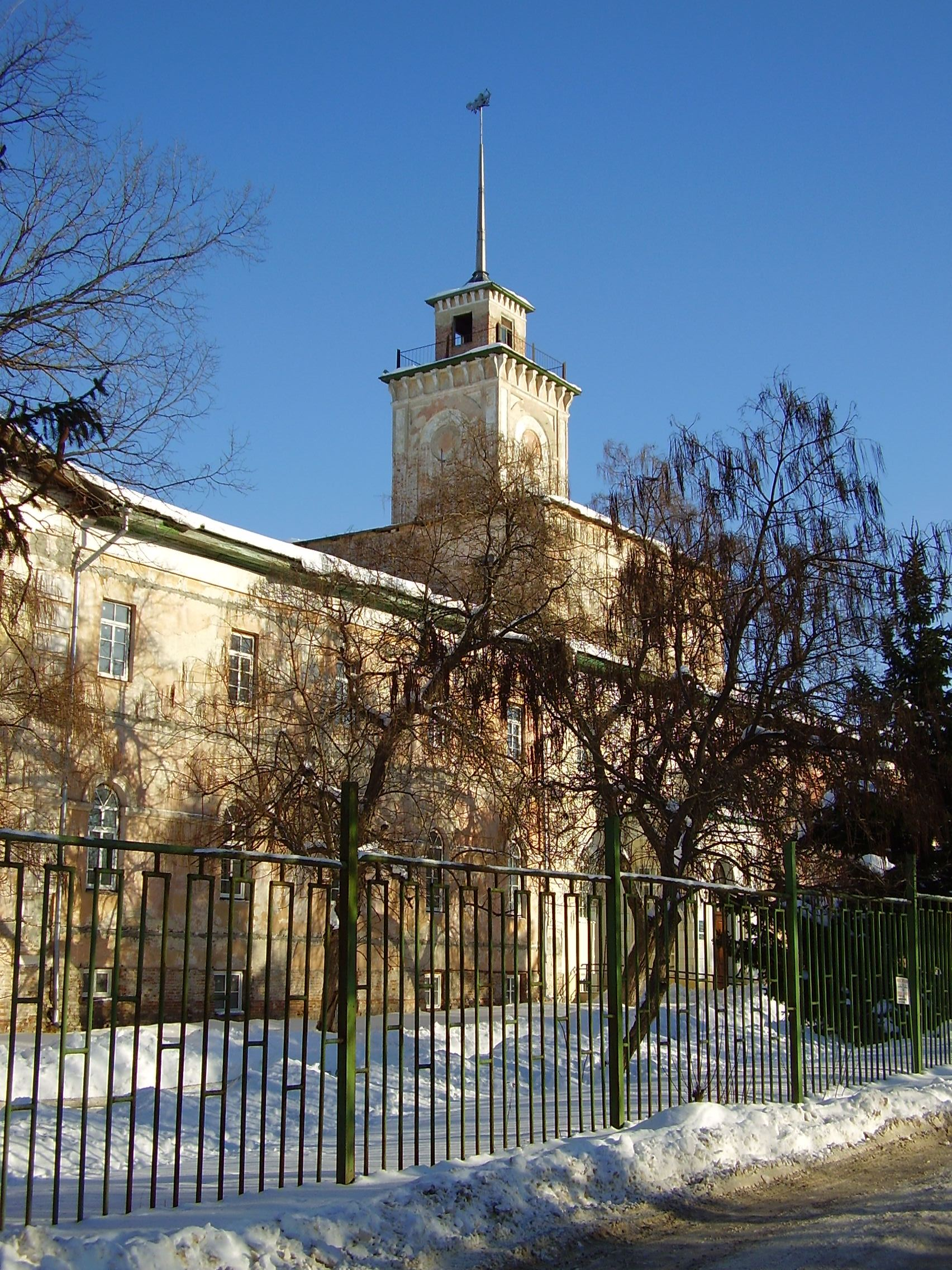
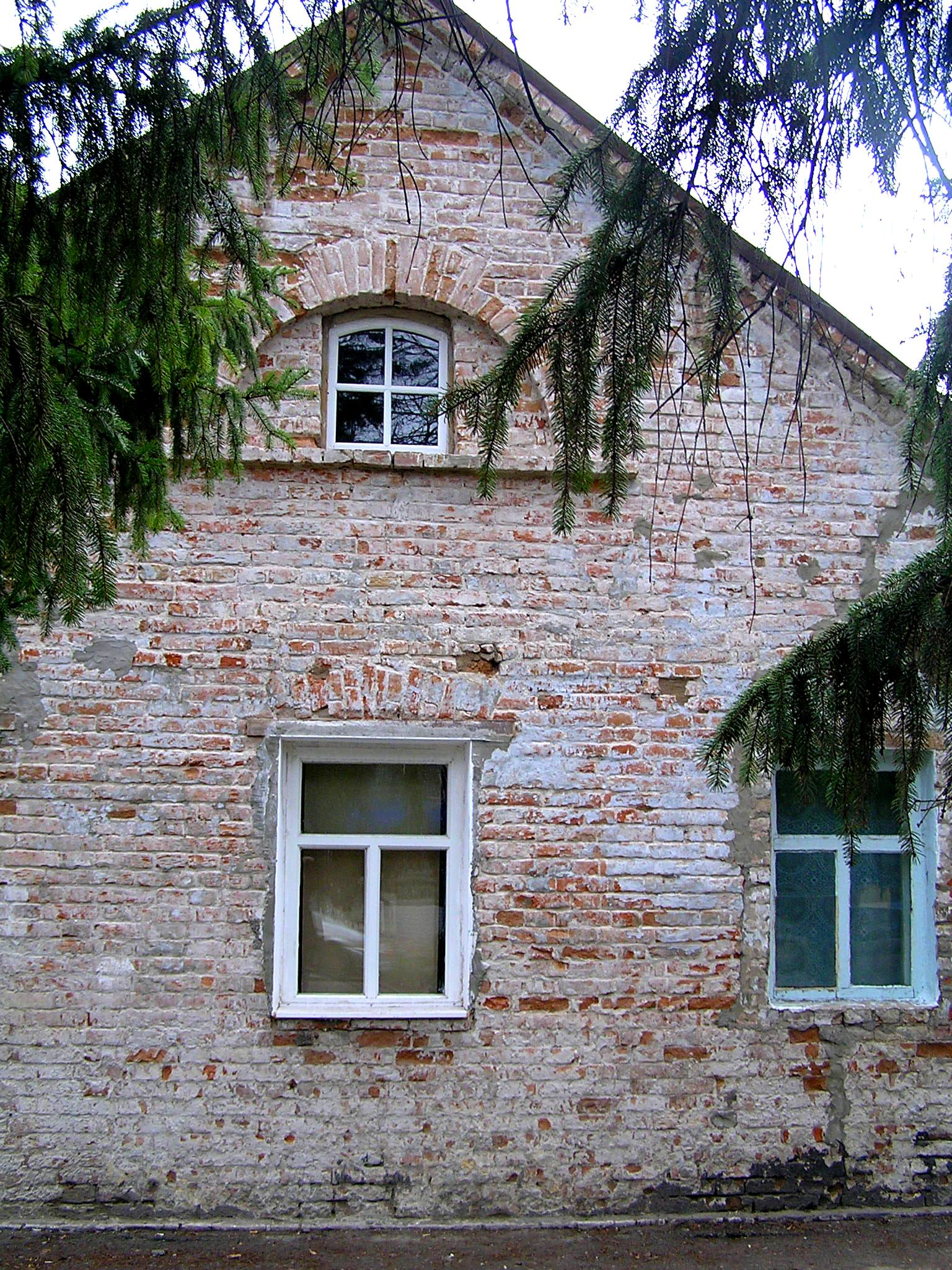
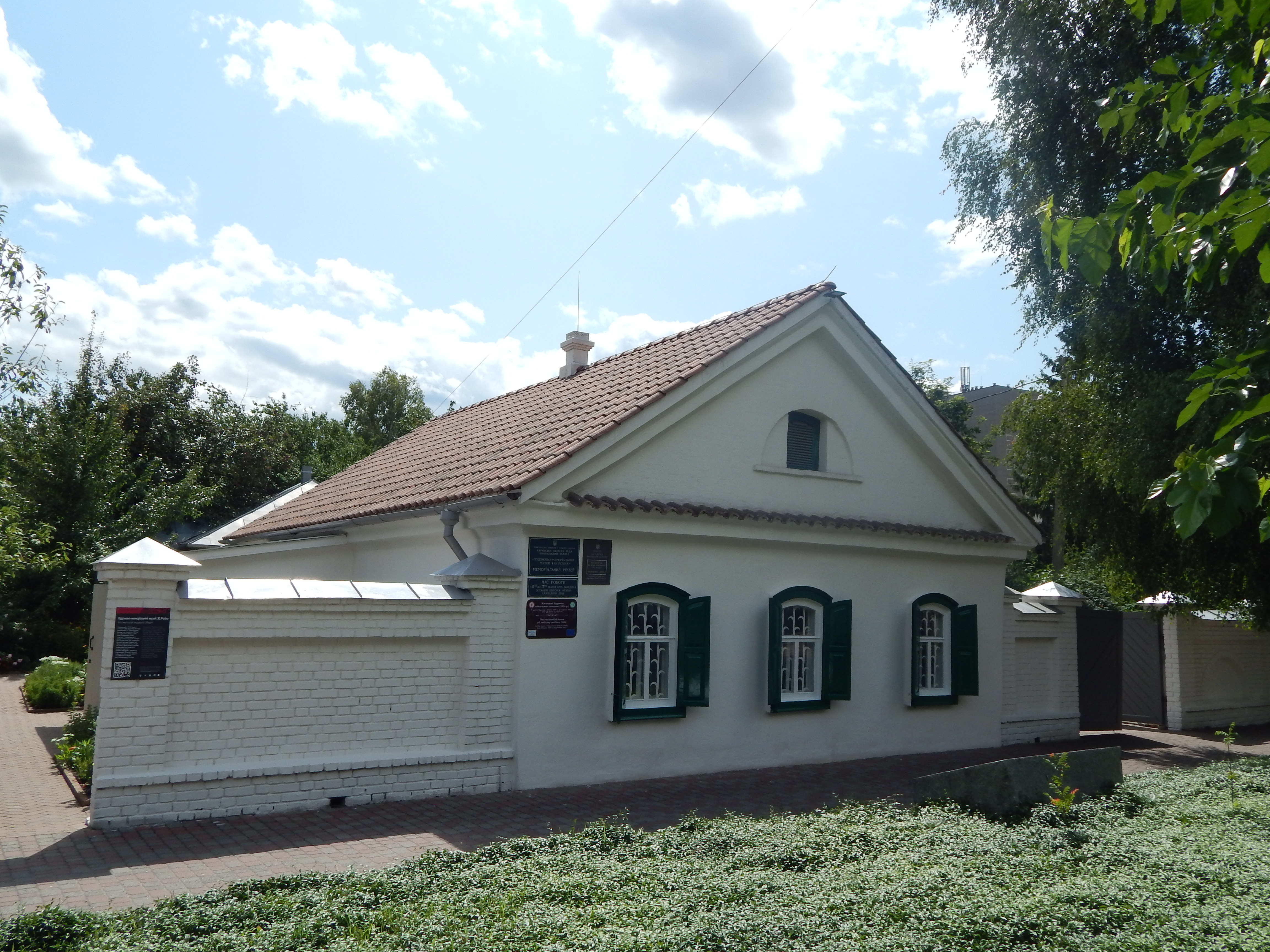
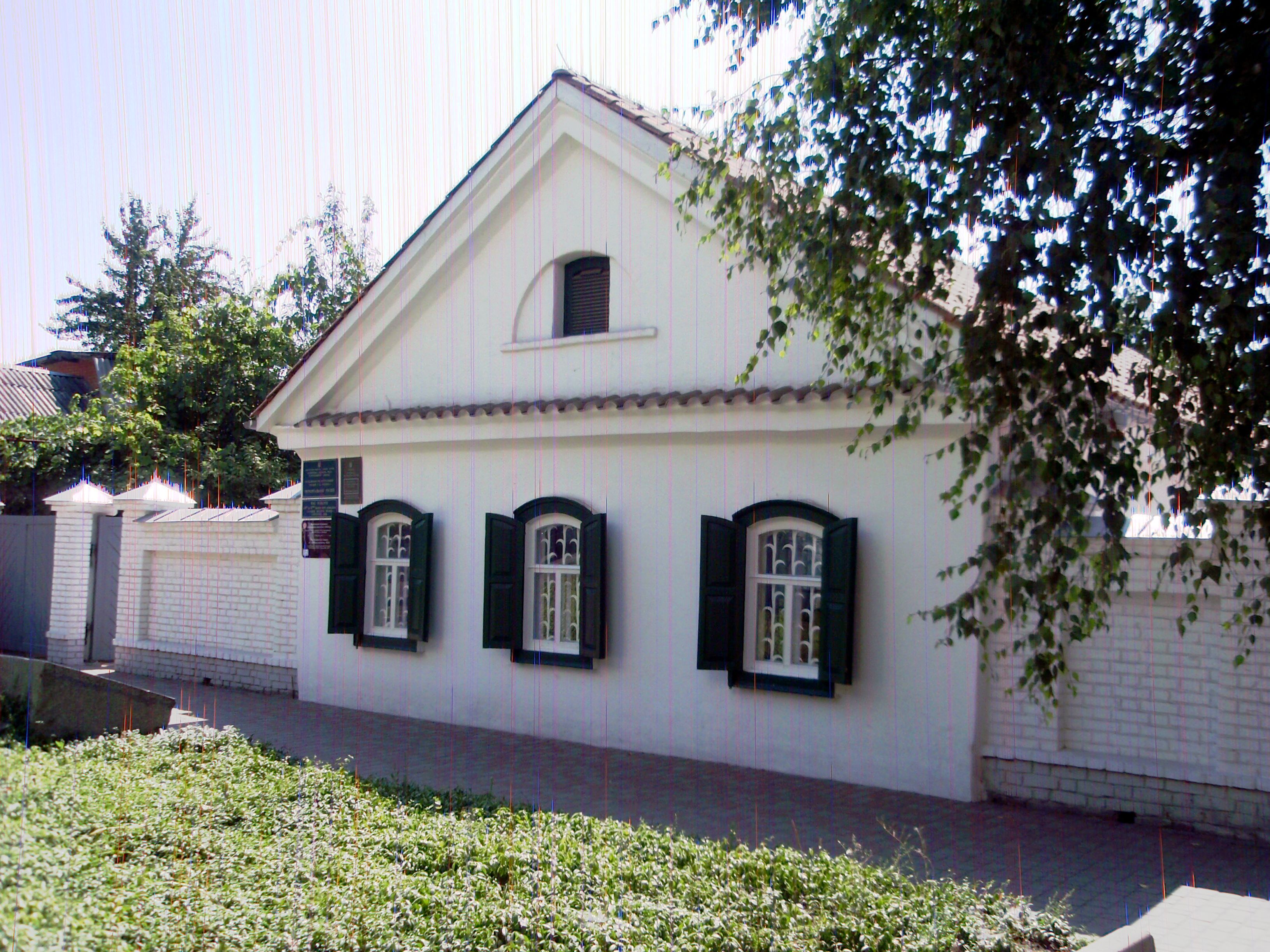
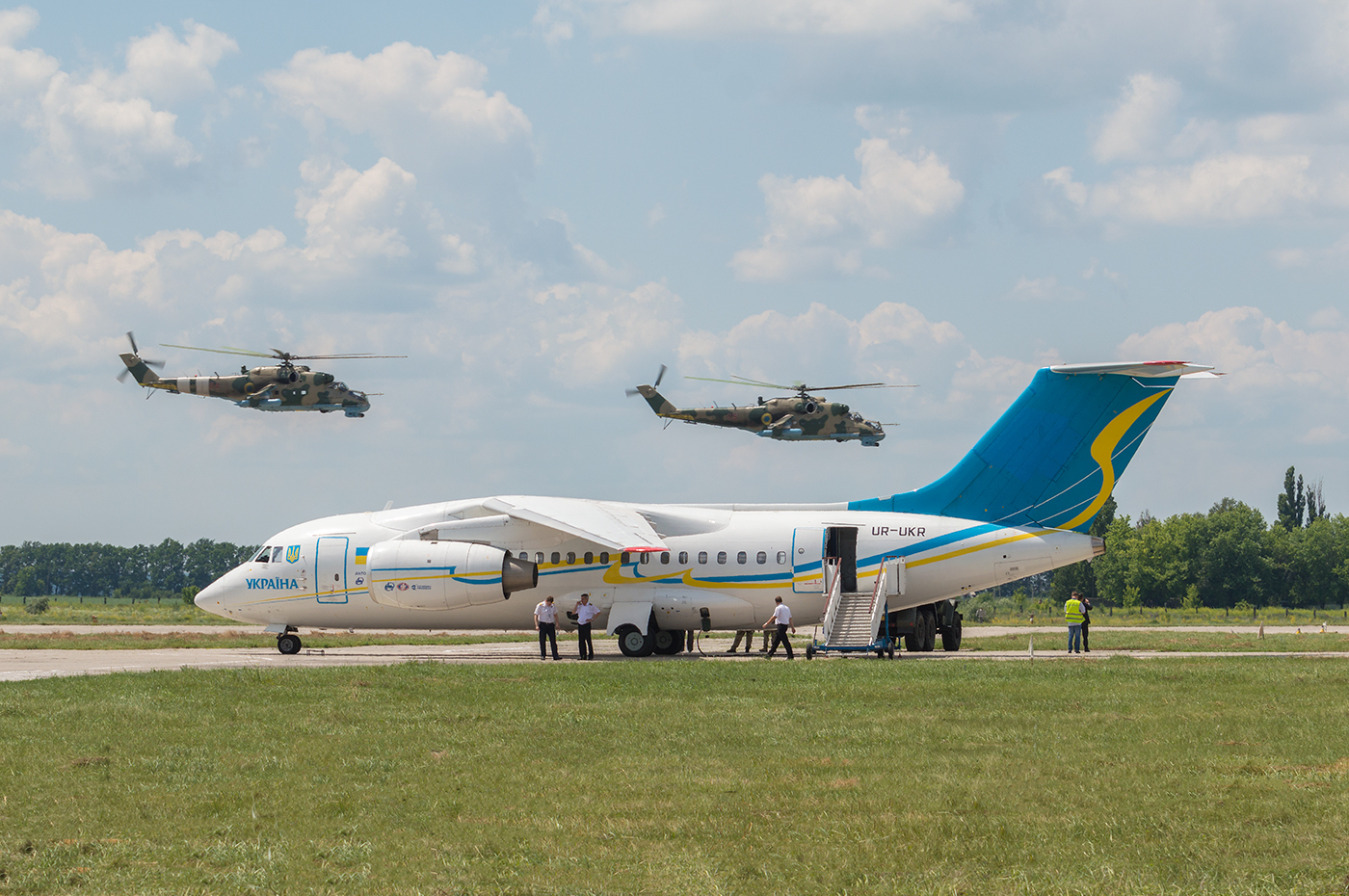
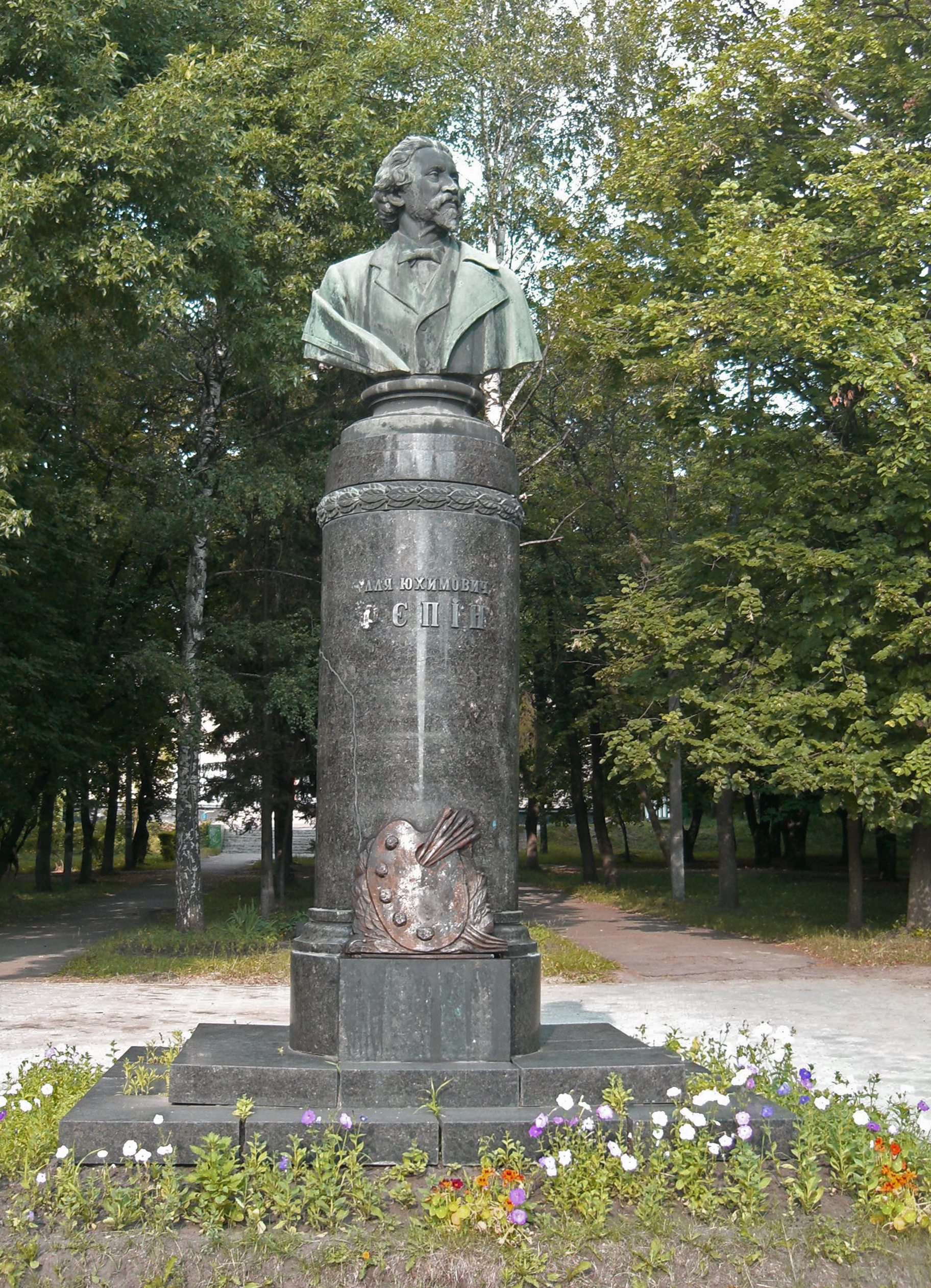
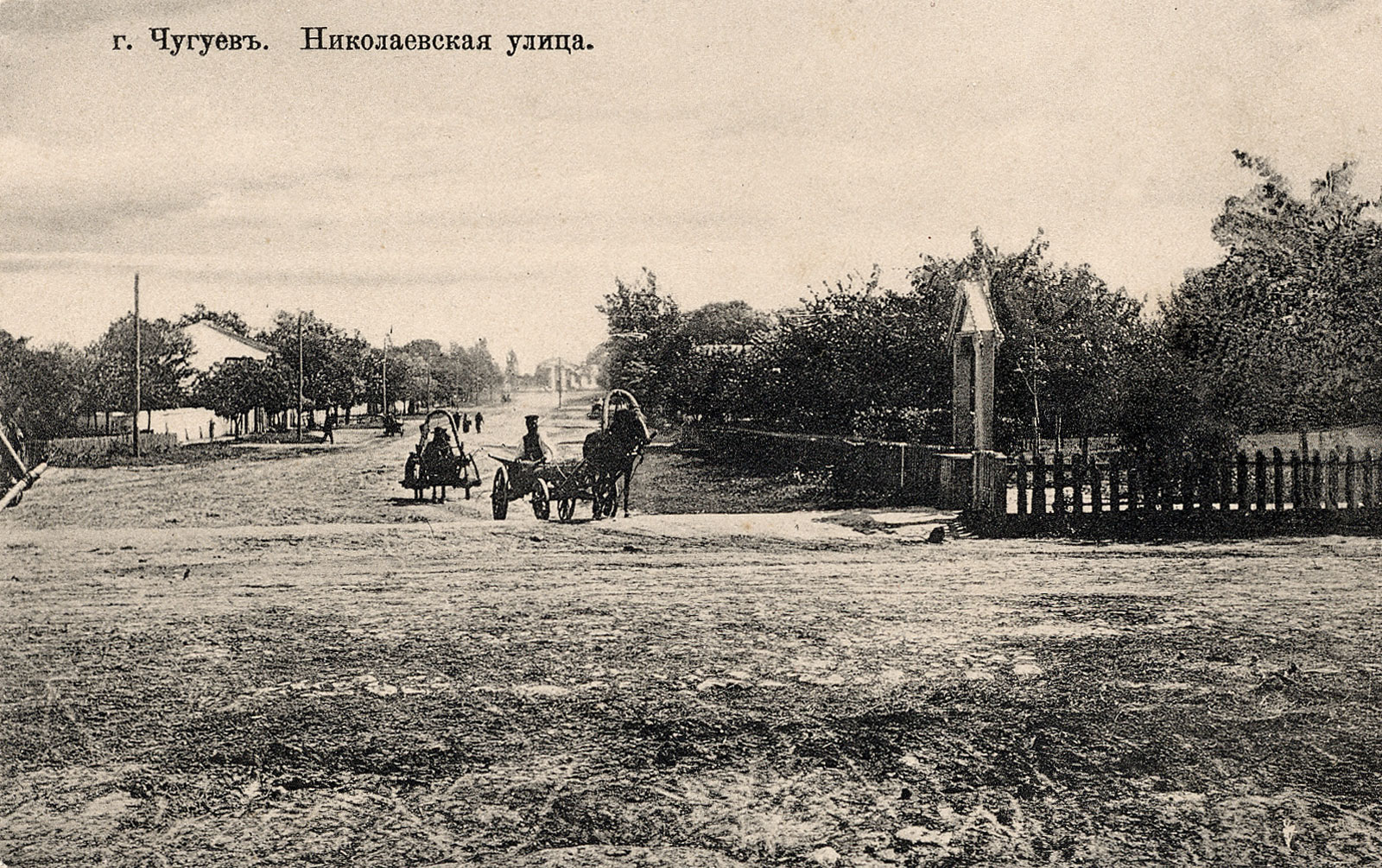

## 備註
1. ↑  俄语：，羅馬化：Chuguyev